# Obtusipalpis fusipartalis
Obtusipalpis fusipartalis is een vlinder uit de familie van de grasmotten (Crambidae), uit de onderfamilie van de Spilomelinae. De wetenschappelijke naam van deze soort is voor het eerst voorgesteld door George Francis Hampson in een publicatie uit 1919.
De spanwijdte van het vrouwtje bedraagt 20 millimeter.

## Verspreiding
De soort komt voor in Ghana.

## Waardplanten
De rups leeft op Coffea sp. (Rubiaceae) en Ficus asperifolia (Moraceae).